# Ettore Guidetti
Ettore Guidetti (ur. 10 marca 1974 w Mirandoli) – włoski trener siatkarski. Od 2019 roku jest trenerem kobiecej reprezentacji Szwecji.
Jego kuzynem jest trener siatkarski Giovanni Guidetti.